# Дубровник (Босния и Герцеговина)
Дубровник (сербохорв. Dubrovnik, Dabrovnik, Dobronik, в письменных источниках: Doborwnich, Dobrownyk) — средневековый город-замок в центральной части Боснии. Располагался на скалистом холме Хум, над ручьём Зеником и речкой Мисочей; к северу от Сараева, ныне — Сараевский кантон. Сохранился в виде руин.

## История
Замок служил резиденцией для местных феодалов, к котором, вероятно, принадлежал височский князь Батич, который был погребён в 15 минутах ходьбы от средневекового города. Дубровник в дотурецкий период существования Боснии упоминается лишь однажды — 11 июня 1404 года: в связи с торговлей жителями адриатического Дубровника (Рагузы). Согласно одной из версий, город был основан выходцами из этого Дубровника, которые могли выплавлять здесь руду. Город, вероятно, был захвачен турками в 1463 году: во время завоевательного похода турецкого войска на Боснию. Султан Мехмед II держал в городе военный гарнизон, его именем была названа построенная здесь мечеть. В турецкий период Дубровник упоминается в венгерско-турецких договорах 1403 и 1519 годов, а также Гази Хусрев-бегом в 1531 году. В это время близлежащая нахия называлась также — Дубровник. Во второй половине XVI века городом руководил диздар по имени Джаферага, сын Скендера. В 1655 году гарнизон ещё находился в городе, но вскоре покинул Дубровник. В 1709 году люди оставили и мечеть, разрушившуюся временем.
Этимологически название города происходит от славянского «дубрава». Город расположен на высоте 569 метров над уровнем устья реки и 882 метров над уровнем моря. Площадь укрепления составляла 902 м², длина — 72 м, ширина — до 17,5 м. Стены толщиной до 1,5 м построены из местного известняка. В восточной части крепости — башня диаметром 7,5 м. «Старый город Дубровник» отнесён к национальным памятникам Боснии и Герцеговины.